# Sjenina Rijeka (Republika Serbska)
Sjenina Rijeka (cyr. Сјенина Ријека) – wieś w Bośni i Hercegowinie, w Republice Serbskiej, w mieście Doboj. W 2013 roku liczyła 402 mieszkańców.